# ماندي روميرو
ماندي روميرو (بالإنجليزية: Mandy Romero) هو لاعب كرة قاعدة أمريكي، ولد في 29 أكتوبر 1967 في ميامي في الولايات المتحدة.

## وصلات خارجية
- ماندي روميرو على موقعبيزبول رفرنس.كوم (الدوري الرئيسي) (الإنجليزية)
- ماندي روميرو على موقع مشجعي الرسوم البيانية (الإنجليزية)